# Număr par
În matematică, un număr par este un număr întreg care are forma n = 2p , unde p este un număr întreg.
Exemple de numere pare: -6, -4, -2, 0, 2, 4, 6.
Mulțimea infinită a numerelor pare este notată uneori: {\displaystyle 2\mathbb {Z} }, unde {\displaystyle \mathbb {Z} } este mulțimea numerelor întregi. Folosind notațiile uzuale în teoria mulțimilor: {\displaystyle 2\mathbb {Z} } = {\displaystyle \{2n\mid n\in \mathbb {Z} \}=2\mathbb {Z} }
În mulțimea numerelor naturale se poate defini șirul numerelor pare naturale: 0, 2, 4, 6, 8, 10, 12, 14, ... , 2n, ...
Rezultatul operațiilor aritmetice elementare cu numere pare și impare poate fi descris simbolic astfel:
par  ± par = par ; par  ± impar = impar ; impar ± impar = par
par × par = par ; par × impar = par ; impar × impar = impar
Mulțimea numerelor pare împreună cu mulțimea numerelor impare (notată cu {\displaystyle 2\mathbb {Z} +1}) formează o partiție pentru mulțimea numerelor întregi:
{\displaystyle (2\mathbb {Z} )\cup (2\mathbb {Z} +1)=\mathbb {Z} } și {\displaystyle (2\mathbb {Z} )\cap (2\mathbb {Z} +1)=\emptyset }.
Niciun număr par nu este număr prim, cu excepția numărului 2.
Din punct de vedere algebric, mulțimea numerelor pare alcătuiește un inel comutativ în raport cu operațiile de adunare și înmulțire.
Conjectura lui Goldbach afirmă că fiecare număr par mai mare decât 2 poate fi reprezentat ca o sumă a două numere prime. Verificările efectuate cu ajutorul tehnicii de calcul moderne  au arătat că această conjectură este adevărată pentru toate numerele naturale până la 4 × 1014, dar o demonstrație matematică riguroasă nu a fost încă găsită.
De asemenea, toate numerele perfecte cunoscute sunt numere pare; nu a fost încă descoperit un număr perfect care să fie impar.